# Sfânta Tatiana
Sfânta Tatiana (n. secolul al III-lea d.Hr., Roma, Imperiul Roman – d. 12 ianuarie 226 d.Hr., Roma, Imperiul Roman) a fost o martiră creștină din secolul al III-lea.